# Jezioro Lemańskie
Jezioro Lemańskie – jezioro w woj. warmińsko-mazurskim, w powiecie szczycieńskim, w gminie Szczytno, leżące na terenie Pojezierza Mrągowskiego.

## Dane morfometryczne
Powierzchnia zwierciadła wody według różnych źródeł wynosi od 20,5 ha do 22,5 ha.
Zwierciadło wody położone jest na wysokości 145,6 m n.p.m. Średnia głębokość jeziora wynosi 2,7 m, natomiast głębokość maksymalna 5,1 m.

### Opis
Wydłużone z północy na południowy wschód. Brzegi podmokłe i płaskie lub pagórkowate. Jezioro typu linowo-szczupakowego – populacja ryb obecnie zmniejsza się. Na jeziorze brak ośrodków wypoczynkowych, dojście jedynie od wschodu, od szosy, tam znajduje się plaża i osiedle domków letniskowych, ciągnące się aż do Zielonki. Woda niezbyt czysta, zazwyczaj klasy III. Zbiornik bezodpływowy. Dojazd: Szczytno-Lemany, następnie po ominięciu części jeziora 100 metrów prosto do parkingu z zejściem do plaży. Dalej drogi gruntowe do domków letniskowych.

## Hydronimia
Według urzędowego spisu opracowanego przez Komisję Nazw Miejscowości i Obiektów Fizjograficznych (KNMiOF) nazwa tego jeziora to Jezioro Lemańskie. W różnych publikacjach jezioro to występuje pod nazwą Lemany lub Silwa.